# Серро, Колин
Коли́н Серро́ (фр. Coline Serreau; род. 29 октября 1947 года, Париж) — французская писательница, режиссёр, киносценаристка, театральная и киноактриса, танцовщица, композитор.
Колин Серро родилась в 1947 году в семье писательницы Женевьевы Серро и театрального режиссёра Жана-Мари Серро. В своём родном городе она изучала литературо-, музыко- и театроведение, а также цирк (на трапеции). В 1970 дебютировала как актриса в Théâtre du Vieux-Colombier, впоследствии играла различные роли в разных французских театральных постановках.

## Фильмография
- 1974: Любовное заблуждение (On s’est trompé d’histoire d’amour) — сценарий и роль Анны, постановка: Jean-Louis Bertucelli
- 1977: А почему бы и нет! (Pourquoi pas!) — сценарий и постановка, с Сами Фреем
- 1978: Mais qu’est ce qu’elles veulent? — сценарий и постановка
- 1982: Qu’est-ce qu’on attend pour être heureux! — сценарий и постановка
- 1985: Трое мужчин и младенец в люльке (Trois hommes et un couffin) — сценарий и постановка, с Роланом Жиро, Мишелем Бужена, Андре Дюссолье
- 1989: Ромуальд и Жульетта (Romuald et Juliette) — сценарий и постановка
- 1992: Кризис (La Crise) — сценарий и постановка
- 1996: Прекрасная Зелёная (La Belle verte) — сценарий и постановка, роль Милы и музыка
- 2001: Хаос — сценарий и постановка
- 2003: 18 лет спустя (18 ans après) — сценарий, постановка и музыка
- 2005: Святой Жак… Паломничество[фр.] (Saint-Jacques… La mecque) — сценарий и постановка
- 2010: Локальные решения по устранению глобального безобразия[фр.] (Solutions locales pour un désordre global) — сценарий и постановка